# Эчеваррия, Барбара
Барбара Эчеваррия Апонте (исп. Bárbara Hechevarría Aponte; род. 6 августа 1966, Ольгин) — кубинская легкоатлетка, специалистка по метанию диска. Выступала за сборную Кубы по лёгкой атлетике в 1986—1998 годах, победительница Игр доброй воли, чемпионка Панамериканских игр, трёхкратная чемпионка Центральноамериканских и Карибских игр, победительница иберо-американского чемпионата, участница двух летних Олимпийских игр.

## Биография
Барбара Эчеваррия родилась 6 августа 1966 года в городе Ольгин, Куба.
Первого серьёзного успеха в лёгкой атлетике на международном уровне добилась в сезоне 1986 года, когда вошла в состав кубинской сборной и выступила на домашнем иберо-американском чемпионате в Гаване, где в зачёте метания диска выиграла бронзовую медаль.
В 1987 году в той же дисциплине одержала победу на чемпионате Центральной Америки и Карибского бассейна в Каракасе.
В 1988 году отметилась победой на иберо-американском чемпионате в Мехико.
В феврале 1989 года на домашнем турнире в Гаване установила свой личный рекорд в метании диска — 68,18 метра. Будучи студенткой, представляла Кубу на Всемирной Универсиаде в Дуйсбурге, где в своей дисциплине заняла шестое место.
В 1990 году превзошла всех соперниц на Центральноамериканских и Карибских играх в Мехико.
В 1991 году победила на домашних Панамериканских играх в Гаване, показала 12-й результат на чемпионате мира в Токио.
В 1992 году стала серебряной призёркой иберо-американского чемпионата в Севилье. Благодаря череде успешных выступлений удостоилась права защищать честь страны на летних Олимпийских играх в Барселоне — в ходе предварительного квалификационного этапа метнула диск на 60,22 метра, чего оказалось недостаточно для выхода в финальную стадию соревнований.
В 1993 году стала четвёртой на Всемирной Универсиаде в Буффало, шестой на чемпионате мира в Штутгарте, выиграла Центральноамериканские и Карибские игры в Понсе.
В 1994 году победила на Играх доброй воли в Санкт-Петербурге, заняла четвёртое место на Кубке мира в Лондоне.
В 1995 году получила серебро на Панамериканских играх в Мар-дель-Плате, закрыла десятку сильнейших чемпионата мира в Гётеборге.
Принимала участие в Олимпийских играх 1996 года в Атланте, здесь с результатом 61,98 вновь в финал не вышла.
В 1997 году среди прочего одержала победу на центральноамериканском и карибском чемпионате в Сан-Хуане.
В 1998 году победила на Центральноамериканских и Карибских играх в Маракайбо. По окончании сезона завершила спортивную карьеру.